# هیمیر هالگریمسون
هیمیر هالگریمسون (ایسلندی: Heimir Hallgrímsson؛ زادهٔ ۱۰ ژوئن ۱۹۶۷) بازیکن و داندانپزشک سابق و سرمربی فوتبال ایسلندی است.
وی سابقه سرمربی‌گری در تیم ملی فوتبال ایسلند را در کارنامه دارد.